# Pyeongchang
Pyeongchang (dt. wörtlich „Friede und Gedeihen“, IPA: [pʰjʌŋtɕʰaŋ]) ist ein Landkreis (Pyeongchang-gun) mit 42.577 Einwohnern (Stand: 2019) in der südkoreanischen Provinz Gangwon-do sowie ein gleichnamiger Ort (Pyeongchang-eup) in demselben mit 9940 Einwohnern. Der Landkreis war der Austragungsort der Olympischen Winterspiele 2018 sowie der Special Olympics World Winter Games 2013, des weltweit größten inklusiven Sportereignisses.

## Geografie

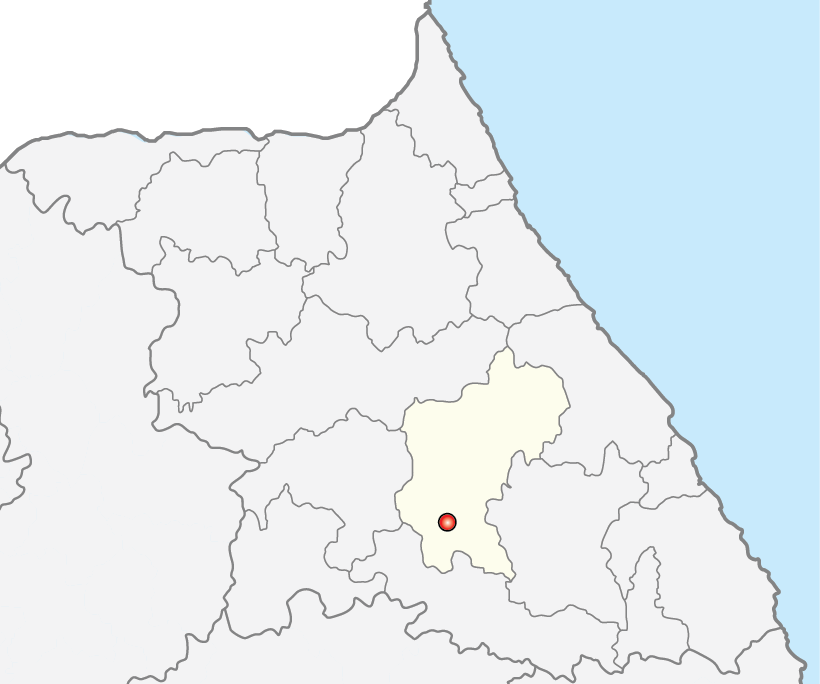
Pyeongchang-eup und Pyeongchang-gun innerhalb der Provinz Gangwon

Emblem von Pyeongchang

### Geografische Lage
Pyeongchang liegt rund 130 km östlich der Hauptstadt Seoul im Taebaek-Gebirge. Das ist der größte Gebirgszug der Koreanischen Halbinsel, er erstreckt sich über weite Teile der Ostküste. Mit 37° Nördlicher Breite liegt Pyeongchang etwa auf der geographischen Breite von Sizilien.
Der Fluss Namhangang, der südliche Zweig des Hangangs, entspringt in dem Kreis.

### Klima
Begünstigt durch eine Höhe von etwa 700 Metern gibt es lange und schneereiche Winter.

### Nachbarorte
Im Norden grenzt Pyeongchang an Hongcheon, im Nordosten an Gangneung und im Osten an Jeongseon. Im Süden liegt Yeongwol, im Westen Hoengseong.

## Verwaltungsgliederung
Der Kreis umfasst eine Kleinstadt (Eup) und sieben Landgemeinden (Myeong) mit einer Gesamtfläche von 1418,72 Quadratkilometern. Bezirksvorsteher der Region ist Shim Jae-guk (Stand: 2017).
| Hangeul  | Hanja    | Rev. Romanisierung  | Fläche in km² | Einwohner | Karte |
| -------- | -------- | ------------------- | ------------- | --------- | ----- |
| 평창읍   | 平昌邑   | Pyeongchang-eup     | 116,31        | 9940      | Karte |
| 미탄면   | 美灘面   | Mitan-myeon         | 109,43        | 1881      | Karte |
| 방림면   | 芳林面   | Bangnim-myeon       | 120,85        | 2596      | Karte |
| 대화면   | 大和面   | Daehwa-myeon        | 166,60        | 6564      | Karte |
| 봉평면   | 蓬坪面   | Bongpyeong-myeon    | 217,41        | 5545      | Karte |
| 용평면   | 龍坪面   | Yongpyeong-myeon    | 135,43        | 3129      | Karte |
| 진부면   | 珍富面   | Jinbu-myeon         | 331,06        | 9722      | Karte |
| 대관령면 | 大關嶺面 | Daegwallyeong-myeon | 221,63        | 6231      | Karte |

## Sehenswürdigkeiten

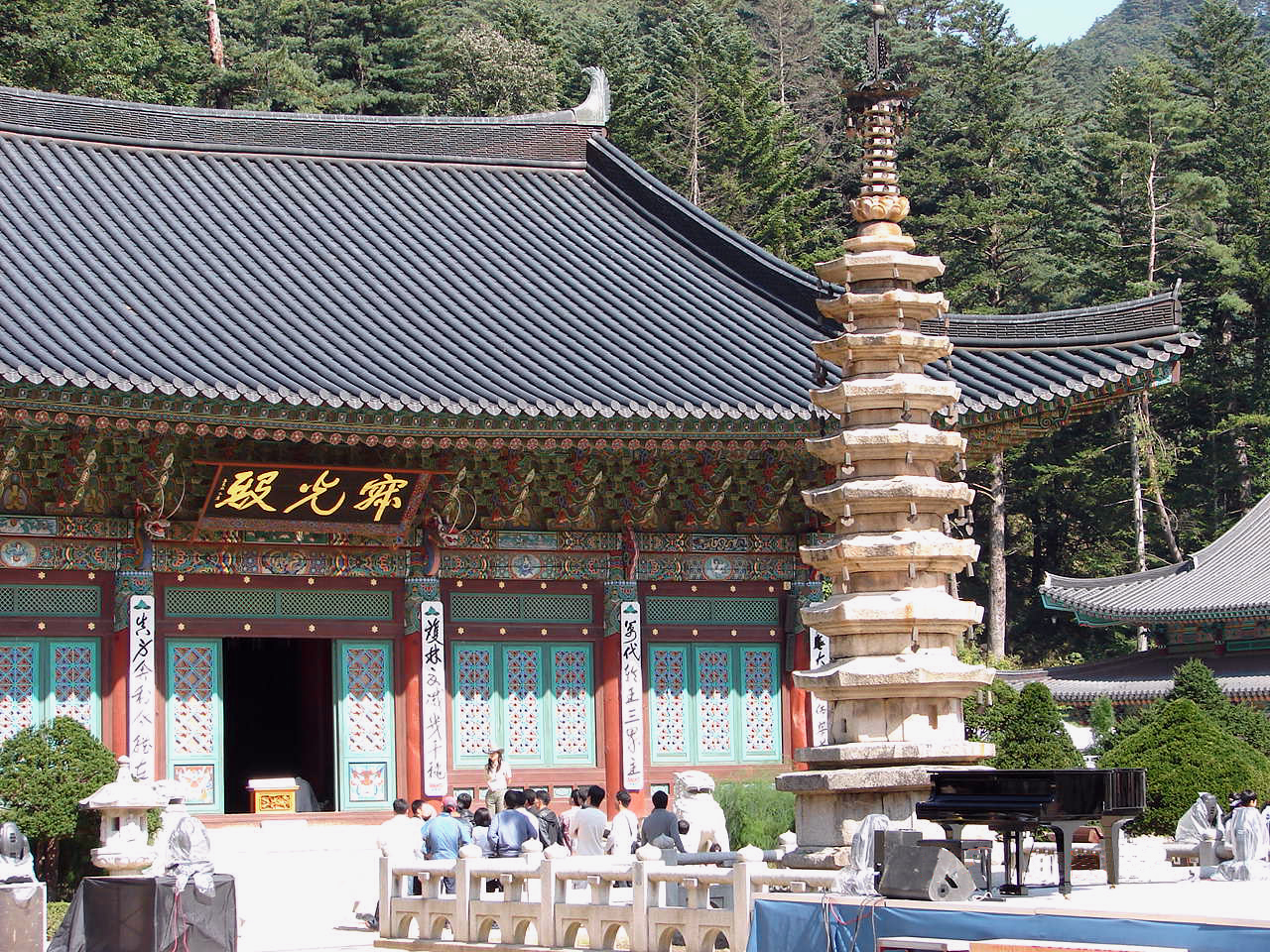
Pagode im Woljeongsa-Tempel

Ein Teil des Odaesan-Nationalparks liegt auf dem Gebiet des Landkreises. Zu den touristischen Sehenswürdigkeiten gehört die achteckige Stein-Pagode mit neun Stockwerken im Woljeongsa-Tempel, der sich in der nördlichen Gemeinde Daegwallyeong. Es wird angenommen, dass die Pagode im 10. Jahrhundert errichtet wurde.

## Sport
Der Berg Odaesan ist ein bekanntes nationales Skigebiet, zudem gibt es mehrere Golfplätze. Des Weiteren ist der Fußball-Fünftligist Pyeongchang FC in der Stadt beheimatet. Der Verein trägt seine Heimspiele im Pyeongchang-Stadion aus.

### Wintersport

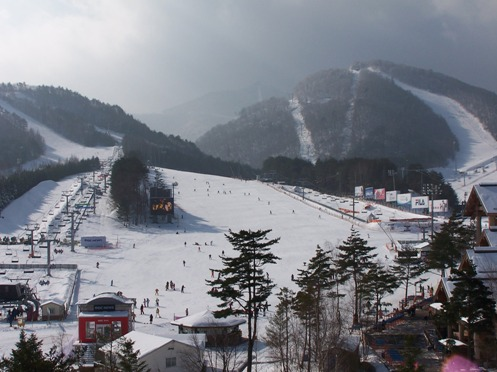
Yongpyong Ski Resort in Pyeongchang (Daegwallyeong)

Im Januar 2007 fand der 18. Interski-Kongress in Pyeongchang statt. Nach Japan ist Südkorea erst das zweite asiatische Land, in dem er veranstaltet wurde. Durch seine Bewerbungen um die Olympischen Winterspiele, die Austragung eines Biathlon-Weltcups im Februar 2008 und den Biathlon-Weltmeisterschaften 2009 hat Pyeongchang eine gewisse Bekanntheit erlangt.
Bedeutendstes Ski-Gebiet ist das Yongpyong Ski Resort in Daegwallyeong (nicht zu verwechseln mit der ländlichen Gemeinde Yongpyeong-myeon), das auch Austragungsort für den Riesenslalom und Slalom der Olympischen Winterspiele 2018 ist. Das Gebiet verfügt über 31 Pisten, 15 Skilifte, eine 3,7 km lange Seilbahn und mit dem Dragon Plaza über das größte Ski-Haus Südkoreas.

### Olympische Winterspiele
Pyeongchang bewarb sich erstmals um die Olympischen Winterspiele 2010, scheiterte jedoch mit 53 zu 56 Stimmen in der letzten Abstimmungsrunde gegen Vancouver. In der Abstimmungsrunde davor erhielt Pyeongchang 51, Vancouver 40, und Salzburg 16 Stimmen. Eine erneute Bewerbung um die Winterspiele 2014 scheiterte ebenfalls, die Spiele gingen an Sotschi in Russland.
Eine dritte Bewerbung war schließlich erfolgreich, bei der Vergabe um die Olympischen Winterspiele 2018 setzte sich Pyeongchang mit 63 Stimmen im ersten Wahlgang gegen die Bewerbungen von München (25 Stimmen) und Annecy (Frankreich, 7 Stimmen) durch. Die Winterspiele haben vom 9. bis 25. Februar 2018 stattgefunden. Vom 9. bis 18. März 2018 wurden in Pyeongchang auch die Winter-Paralympics 2018 ausgetragen.

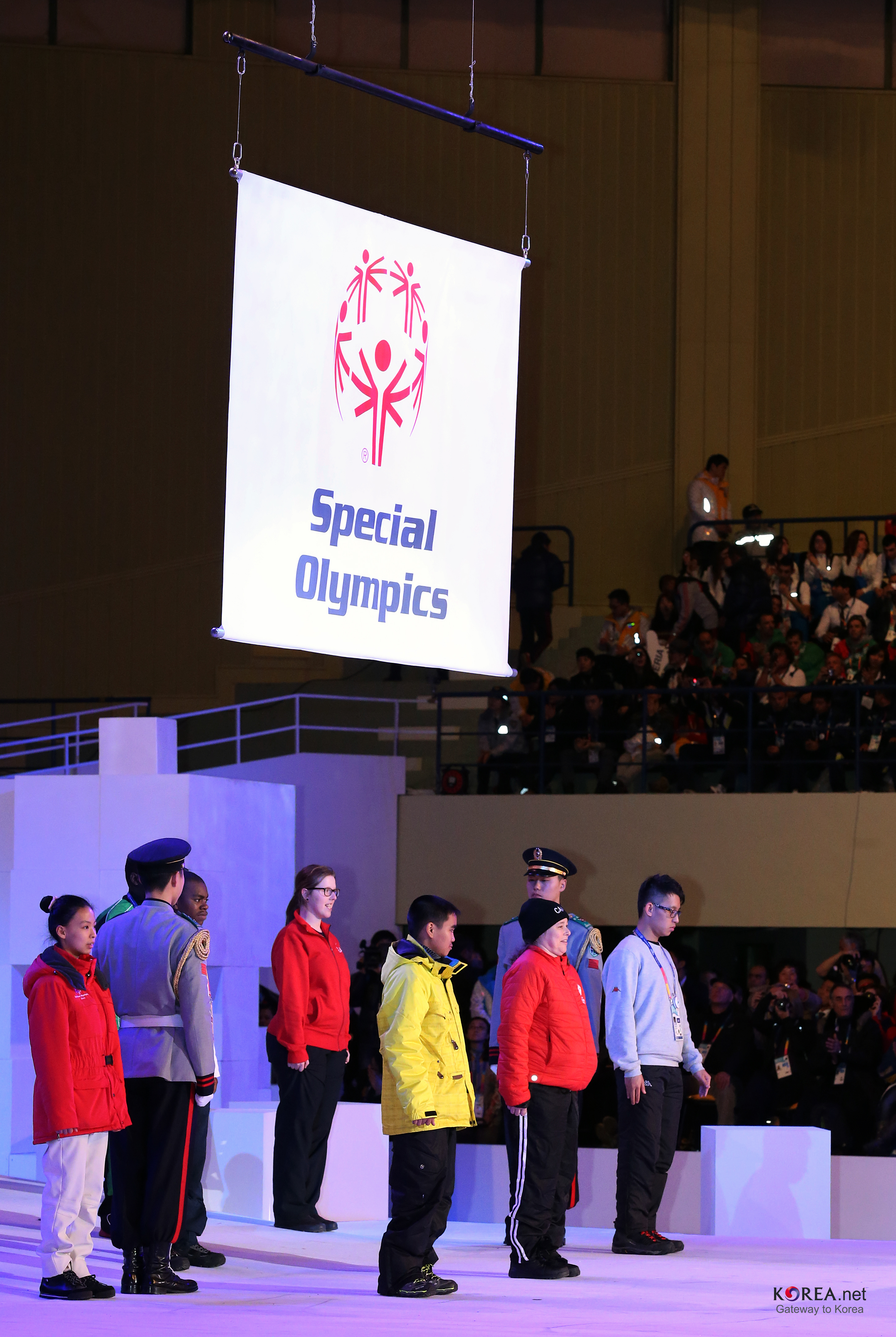
Eröffnungszeremonie der Special Olympics World Winter Games 2013 im Pyeongchang Dome mit Special-Olympics-Flagge

Pyeongchang richtete vom 29. Januar bis zum 5. Februar 2013 die Special Olympics World Winter Games aus, an denen Athleten und Trainer aus 100 Nationen teilnahmen. Es nahmen gemäß den Quellen 2.300 bis 3.300 Athleten aus 111 Nationen teil. Hinzu kamen etwa 15.000 Angehörige, Freiwillige und Trainer. 170.000 Zuschauer verfolgten die Wettkämpfe.

## Persönlichkeiten
- Lee Chae-won (* 1981), Skilangläuferin
- Lee Eui-jin (* 2001), Skilangläuferin